# NGC 775
NGC 775 (другие обозначения — ESO 477-18, MCG -5-5-24, IRAS01562-2632, PGC 7451) — спиральная галактика с перемычкой (SBc) в созвездии Печь. Открыта Джоном Гершелем в 1835 году. Описание Дрейера: «довольно тусклый, маленький объект круглой формы, немного более яркий в середине».
Этот объект входит в число перечисленных в оригинальной редакции «Нового общего каталога».